# Arnoldo Ochoa González
Arnoldo Ochoa González (n. Colima, Colima, 27 de enero de 1951). Político mexicano, miembro del Partido Revolucionario Institucional, que ha sido diputado federal, vicepresidente de la mesa directiva de la Cámara de Diputados de México LX Legislatura y gobernador interino de Colima.
A lo largo de su carrera política ha sido diputado federal a la LI Legislatura (1979-1982), diputado local a la XLIX Legislatura en Colima (1988-1991). Además, en la Universidad de Colima fue coordinador general, director general de Servicios Escolares, Jefe del Departamento Escolar y Director de Relaciones Públicas. 
En el Partido Revolucionario Institucional ha sido Secretario de Organización del C.E.N., Delegado General y especial en varios estados de la República como Tlaxcala, Querétaro, Colima, actualmente en el D.F. y Vicecoordinador de Enlace Legislativo del CEN. 
Fue Gobernador de Colima en periodo interino tras la muerte en un accidente de Gustavo Vázquez Montes. El antes de ser Gobernador interino se desempeñaba como Secretario de Gobierno de Vázquez Montes. Después sería electo Silverio Cavazos como Gobernador sustituto de Colima.
Volvería a ser Secretario de Gobierno con Cavazos, y después renunciaría por una candidatura al Senado pero renunciaría a ella por estar en la segunda fórmula y optaría por tomar el cargo de diputado federal.
Actualmente se desempeña como Secretario de Organización del Comité Ejecutivo Nacional del PRI.